# Forster Fitzgerald Arbuthnot
Pour les articles homonymes, voir Arbuthnot.
Forster Fitzgerald Arbuthnot, né le 21 mai 1833, mort le 25 mai 1901, est un orientaliste et traducteur britannique réputé. 

## Biographie
Arbuthnot a une prédilection pour les anciennes littérature persane et indienne. Dans les années 1880, il collabore avec Richard Francis Burton à sa traduction du Kamasutra de Vatsayana, et aux Mille et Une Nuits (The Book of the Thousand Nights and a Night), formant avec Burton, The Kamashastra Society. 
Il est l'auteur des livres suivants :

- « Les Auteurs arabes », (Arabic Authors)
- « Les Mystères de la chronologie » (The Mysteries of Chronology)
- « L'Ananga Ranga »  (The Ananga Ranga).

Il est également l'éditeur de The Rauza-Us-Safa, ou Garden of Purity de Muhammad Bin Khavendshah Bin Mahmud, traduit en anglais par E. Rehatsek.
C'est grâce à ses travaux que certains chef-d'œuvre littéraires arabes, persans et indiens sont disponibles en version anglaise.